# Alexi Lalas
Panayotis Alexander „Alexi“ Lalas (* 1. Juni 1970 in Birmingham, Michigan) ist ein ehemaliger US-amerikanischer Fußballspieler. Er war als Abwehrspieler aktiv. Mit 96 Einsätzen für die US-amerikanische Fußballnationalmannschaft war er ein wichtiger Spieler für die Auswahl in den 1990er Jahren. Nach Stationen in Italien und bei verschiedenen US-amerikanischen Franchises beendete Lalas 2004 seine aktive Karriere und war danach als Manager verschiedener Franchises aktiv.

## Spielerkarriere
Lalas, der griechische Wurzeln hat, studierte nach seinem Abschluss an der Cranbrook Kingswood School an der Rutgers University. Für die Cranbrook Kingswood School war er sowohl als Fußball- als auch als Eishockeyspieler aktiv. Als Eishockeyspieler spielte er in der Ontario Hockey League. An der Universität spielte er zwischen 1988 und 1991 für die Auswahlmannschaft der Universität, den Rutgers Scarlet Knights. Sowohl im Fußball als auch im Eishockey war er dabei überdurchschnittlich erfolgreich: Während Lalas mehrere Auszeichnungen und All-Star-Team-Nominierungen als Fußballspieler erhielt, führte er 1988 parallel die Eishockey-Torschützenliste an.
Im Jahr 1991 wurde Lalas erstmals für die US-amerikanische Fußballnationalmannschaft nominiert. Er brach sein Studium an der Rutgers University ab, um sich auf seine fußballerische Karriere zu konzentrieren. Er war Teil des Kaders der Nationalmannschaft während der Olympischen Sommerspiele 1992. Obwohl er sich eine Woche zuvor einen Zeh gebrochen hatte, spielte er eine Halbzeit gegen die polnische Auswahl.
Besondere Aufmerksamkeit zog Lalas mit seiner Leistung im Spiel gegen die englische Nationalmannschaft auf sich, als er zum überraschenden 2:0-Sieg ein Kopfballtor erzielte. Seine äußere Erscheinung mit roter Lockenmähne und Ziegenbart machte ihn neben seinen fußballerischen Leistungen bekannt.
Lalas nahm 1994 mit der US-Nationalmannschaft an der Weltmeisterschaft in den USA teil, bei der er in jedem Spiel seiner Mannschaft über die volle Spielzeit zum Einsatz kam. Er machte durch gute Leistungen als Abwehrspieler auf sich aufmerksam, woraufhin mehrere europäische Vereinsmannschaften Interesse an einer Verpflichtung zeigten. Lalas entschied sich schließlich für einen Wechsel zum Calcio Padova in die italienische Serie A. Er war der erste US-amerikanische Spieler, der in der Serie A zum Einsatz kam. Dort war er in den Saisons 1994/95 und 1995/96 aktiv. Er kam in 44 Ligaspielen zum Einsatz und konnte zwei Tore erzielen.
Im Sommer 1996 nahm Lalas mit der US-amerikanischen Auswahl an den Olympischen Sommerspielen teil. Er wurde in drei Spielen eingesetzt.
1996 verließ Lalas Italien und ging zurück in die USA, nachdem die höchste professionelle Fußballliga, die Major League Soccer, einige Regularien bezüglich der Verpflichtung von Spielern aus dem Ausland angepasst hatte. Lalas schloss sich New England Revolution an, für die er in den Saisons 1996 und 1997 aktiv war. Er wurde in insgesamt 55 Ligaspielen eingesetzt; dabei erzielte er drei Tore. Zudem kam er in zwei Play-off-Spielen zum Einsatz. Im Anschluss an die Saison 1997 wurde er im November für einen Monat an den ecuadorianischen Erstligisten CS Emelec ausgeliehen.
In der Saison 1998 spielte Lalas für die MetroStars, die heute unter dem Namen New York Red Bulls aktiv sind. Er wurde 25-mal eingesetzt und erzielte zwei Tore. Auch hier spielte er anschließend zwei Play-off-Spiele.
Am 30. Mai 1998 spielte Lalas sein letztes Spiel für die Nationalmannschaft der USA, als er im Spiel gegen die schottische Nationalmannschaft zur zweiten Halbzeit für Earnie Stewart eingewechselt wurde. Insgesamt kam Lalas damit in 96 Spielen für die Nationalmannschaft zum Einsatz, in denen er neun Tore erzielte und elf weitere vorbereitete.
Zur Saison 1999 wurde Lalas zusammen mit Tony Meola an die Kansas City Wizards abgegeben; im Gegenzug wechselten Mark Chung und Mike Ammann nach New York. Lalas spielte 1999 30 Ligaspiele für Kansas City. Zum Saisonende beendete er zunächst seine Karriere.
Nach einem Jahr Pause unterschrieb Lalas Anfang 2001 noch einmal einen Profivertrag in der Major League Soccer bei LA Galaxy. In der Saison 2001 konnte er sich allerdings nicht als Stammspieler durchsetzen und kam nur auf 11 Einsätze. Dies änderte sich in der Saison 2002, als er eine Rolle als wichtiger Abwehrspieler für Los Angeles spielte und auf 26 Ligaspieleinsätze kam. In allen 26 Einsätzen stand er dabei in der Startaufstellung. Hinzu kamen fünf Einsätze während der Play-off-Spiele. Am Ende der Saison gelang Lalas mit den Los Angeles Galaxy mit dem 1:0-Finalsieg gegen seinen ehemaligen Club New England Revolution der Sieg des MLS Cup – Lalas’ erster und einziger seiner Karriere.
Während der Saison 2003 spielte Lalas in 22 Spielen für Galaxy. Anfang 2004 gab Lalas erneut sein Karriereende bekannt.

## Tätigkeit als Manager
Nach seiner aktiven Karriere wurde er Manager bei den San José Earthquakes, von 2005 bis April 2006 war er Manager bei den MetroStars, zwischen April 2006 und August 2008 war er Manager von Los Angeles Galaxy.

## Fernsehen
Lalas kommentiert für den Fernsehsender Fox Sports das Fußballgeschehen in den Vereinigten Staaten und weltweit.

## Musikerkarriere und Buchveröffentlichungen
Noch bevor Lalas sportlich durchzustarten begann, war das Musizieren mit seiner Gitarre sein Hobby. Ratt war damals seine Lieblingsband. Auf Fußballspiele stimmte er sich später bevorzugt mit The Cult ein. Auf dem College stand er einer Band namens The Gypsies vor, die in Eigenregie die Alben Woodland und Jet Lag herausbrachte. Woodland war Anfang 1994, also vor Beginn der Fußballweltmeisterschaft im eigenen Land, veröffentlicht worden. Das Album, auf dem Lalas akustische Gitarre spielt und singt, erzielte jedoch ebenso wenig Aufmerksamkeit wie sein Nachfolger.
1996 nahm Lalas in Italien mit dem dort bekannten Gitarristen Mel Previte und seiner Begleitband The Gangsters of Love das erste Album unter eigenem Namen auf. Far From Close erschien bei dem kurzlebigen Label Totem Records und wurde in Deutschland vom Tonträgerunternehmen WEA vertrieben. Im selben Jahr erschien auch seine Autobiografie Kickin Balls. The Alexi Lalas Story. Den Vertrag für sein erstes Soloalbum für den US-amerikanischen Markt, Ginger, unterschrieb er bei CMC International in Paris während der WM 1998. Er spielte es im Outputstudio fast ganz alleine ein. Es erschien im September 1998 und enthält Reminiszenzen an Soul Asylum und Goo Goo Dolls. Um das Album zu promoten, tourte Lalas in Europa mit seinen alten Bandkollegen von den Gypsies als Vorgruppe für Hootie and the Blowfish. 1999 nannte sich die Band, mit der Lalas auftrat, Nectar Drop. Am Memorial-Day-Wochenende war sie an drei Rockveranstaltungen beteiligt. Darüber hinaus sang Lalas in diesem Jahr die Nationalhymne bei einem Baseballspiel der Kansas City Royals. Im Jahr 2000 steuerte er ein Vorwort zum Einführungshandbuch Soccer for Dummies bei. Das europäische 1996er Album Far from Close wurde 2008 schließlich auch in den USA veröffentlicht. Die neu entstandenen Alben ab 2010 erschienen nur noch als Download.
Die Internet-Plattform Allmusic ordnet Lalas Musik dem Pop und Rock zu. Encyclopedia.com spricht von „klassischem Rock“. Einen ausführlichen Überblick gibt die italienische Website orrorea33giri.com, die bei Ginger die beiden Sparten Rocksong und Ballade bedient sieht, während später der College Rock oder der Pop-Rock vorherrsche, insgesamt sei dies allerdings nichts von bleibender Erinnerung.
2012 gab Alexi Lalas der Fußball und Musik kombinierenden Website beatsandrhymesfc ein Interview, in dem er betonte, dass ihm die Musik stets genauso wichtig gewesen ist, wie der Fußball. Auch habe ihn die weit verbreitete Skepsis bezüglich musizierender Sportler nicht davon abgehalten, diesen Weg zu gehen. Heute, da der aktive Fußball passé sei, besitze er ein Homestudio und schreibe Musikstücke für sich und andere, ohne dass die Zeit dafür abzulaufen drohe.

## Diskografie
- 1994: Woodland (Eigenveröffentlichung)
- 1995 (?): Jet Lag (Eigenveröffentlichung)
- 1996: Far from Close (Totem Records/WEA)
- 1998: Ginger (CMC International)
- 2010: So It Goes (Eigenveröffentlichung/Download)
- 2014: Infinity Spaces (Eigenveröffentlichung/Download)
- 2016: Shots (Eigenveröffentlichung/Download)

## Werke
- Alexi Lalas, Thomas Lee Wright: Kickin Balls. The Alexi Lalas Story. Simon & Schuster, New York 1996, ISBN 0-684-80387-9.
- Alexi Lalas: Foreword. In: Michael Lewis: Soccer for Dummies. (= For Dummies). Wiley, New York 2000, ISBN 0-7645-5229-5.